# Liste der Naturschutzgebiete im Landkreis Ludwigsburg
Im Landkreis Ludwigsburg gibt es 20 Naturschutzgebiete. Für die Ausweisung von Naturschutzgebieten ist das Regierungspräsidium Stuttgart zuständig. Nach der Schutzgebietsstatistik der Landesanstalt für Umwelt, Messungen und Naturschutz Baden-Württemberg (LUBW) stehen 650,81 Hektar der Kreisfläche unter Naturschutz, das sind 0,95 Prozent.

## Naturschutzgebiete im Landkreis Ludwigsburg
| Name                            | Bild      | Kennung               | Einzelheiten | Position | Fläche Hektar | Datum         |
| ------------------------------- | --------- | --------------------- | --- | -------- | ------------- | ------------- |
| Favoritepark                    |           | 1.003 WDPA: 81642     | Ludwigsburg Alter Weidewald (Hudewald) als einzigem wissenschaftlich, landeskundlich und ökologisch bedeutsamen Beispiel dieser historischen Waldbewirtschaftungsform im württembergischen Unterland. Außerdem soll der alte Baumbestand mit seinen Lebensgemeinschaften und der historische Wildpark mit dem dunklen Damwildstamm erhalten werden. Erhaltung der Naherholungsfunktion für die Ludwigsburger Bevölkerung. | ⊙        | 72,2          | 12. Okt. 1990 |
| Kirchheimer Wasen               | BW        | 1.016 WDPA: 82065     | Kirchheim am Neckar Erhaltung des letzten Auwaldrestes am Neckar als Beispiel einst weitverbreiteter Auwälder. Geschützt sind außerdem zwei frühere Kiesentnahmeflächen wegen ihrer ökologischen Bedeutung zur Sicherung eines wertvollen Lebensraumes für zahlreiche gefährdete und bedrohte Tier- und Pflanzenarten. Naturraum: Neckarbecken | ⊙        | 17,0          | 22. März 1983 |
| Pleidelsheimer Wiesental        |           | 1.027 WDPA: 82336     | Pleidelsheim Ehemaliger Baggersee im Neckartal mit reicher Vogelwelt. Grenzt direkt an das NSG Naturschutzgebiet Altneckar an. | ⊙        | 6,8           | 28. Dez. 1977 |
| Neckarhalde                     |           | 1.032 WDPA: 82223     | Besigheim, Hessigheim Steiler Nordhang im Neckartal mit Kleebwald und Eichen-Hainbuchen-Mischwald. An felsigen Stellen Steppenheidewald, am Neckar üppige Auenvegetation. | ⊙        | 35,0          | 16. Nov. 1971 |
| Sommerberg                      | BW        | 1.069 WDPA: 82601     | Sachsenheim Talaue des Krebsbaches und anschließender Bannwald (LWaldG § 32). | ⊙        | 15,8          | 30. Jan. 1979 |
| Altneckar                       |           | 1.078 WDPA: 81276     | Pleidelsheim, Ingersheim (Neckar), Freiberg am Neckar Eine der letzten naturnahen Teilstrecken des Neckars mit natürlicher Flussdynamik mit den entsprechenden besonderen Lebensbedingungen für die Pflanzen- und Tierwelt. | ⊙        | 33,8          | 1. Okt. 1979  |
| Heulerberg                      |           | 1.101 WDPA: 81875     | Vaihingen an der Enz Naturnaher Sekundärbiotop (Steinbruch) mit floristischen und faunistischen Besonderheiten, als Forschungsobjekt und Ausgleichs- und Regenerationsraum in der Kulturlandschaft. | ⊙        | 5,6           | 30. März 1982 |
| Greutterwald                    | Tachensee | 1.121 WDPA: 163321    | Stuttgart, Korntal-Münchingen (Landkreis Ludwigsburg) Extensiv genutzter Streuobstbestand mit angrenzenden Laub-, Nadel-, Mischwaldbeständen und kleineren Wasserflächen sowie Feuchtgebiete, als ökologisch wertvolle Ausgleichsfläche im Stadtgebiet und als Lebensraum zahlreicher seltener und besonders gefährdeter Tiere, vor allem Fledermäuse, Vögel, Amphibien und Insekten. | ⊙        | 150,4         | 16. Feb. 1984 |
| Roter Rain und Umgebung         |           | 1.122 WDPA: 165230    | Vaihingen an der Enz Steppenheidevegetation mit mosaikartigen Standortverhältnissen (offene Flächen, Gebüschzonen, lichter Kiefernwald); ehemalige Schafweide und Wiesenaue. | ⊙        | 9,8           | 25. Juni 1984 |
| Enzaue bei Roßwag und Burghalde |           | 1.125 WDPA: 162961    | Vaihingen an der Enz Gebiet mit unterschiedlichsten Standortverhältnissen, weite Wiesenauen mit naturnahem Uferbewuchs, Altwasser, Prallhang, Quellaustritte mit Tuffbildung, Laubwald. | ⊙        | 68,4          | 11. Sep. 1984 |
| Unteres Tal/Haldenrain          |           | 1.148 WDPA: 166026    | Mundelsheim, Ingersheim (Neckar) Ehemaliges Kiesabbaugelände als Zufluchts- und Rückzugsraum, das sich ungestört entwickeln soll. In Verbindung mit den angrenzenden artenreichen Hangwäldern bildet es eine Biozönose, die in weitem Umkreis nicht zu finden ist. | ⊙        | 18,7          | 26. Jan. 1987 |
| Unteres Remstal                 |           | 1.149 WDPA: 166024    | Remseck am Neckar, Waiblingen (Rems-Murr-Kreis) Tief in den Muschelkalk eingeschnittenes Tal mit Mäandern, Laubmischwäldern an den Hängen, natürlich angesiedelte Wälder auf ehemaligen Weinbergterrassen, Reste von Auewäldern, Ufergehölzsäume, Wiesen, Feuchtgebiete, Flächen mit Steppenheidecharakter. Kulturhistorisch bedeutsame Hangterrassierung. | ⊙        | 156,8         | 6. Apr. 1987  |
| Buchenbachtal                   |           | 1.153 WDPA: 162602    | Affalterbach, Burgstetten Das Wiesental soll vor Freizeitnutzung bewahrt werden, die Wiederherstellung des Laubwaldcharakters in Teilbereichen wird angestrebt. Die Ufergehölze sollen als Lebensraum für seltene Tier- und Pflanzenarten gesichert werden. | ⊙        | 119,2         | 10. Okt. 1989 |
| Unterer See und Umgebung        |           | 1.159 WDPA: 166012    | Sersheim, Vaihingen an der Enz Ausgedehntes Feuchtgebiet mit offenen Wasserflächen und großer Schilffläche, feuchte Wiesen und ein Buchen- und Eichen-Hainbuchenwald mit Blaustern. | ⊙        | 61,4          | 5. Jan. 1989  |
| Gerlinger Heide                 |           | 1.181 WDPA: 163232    | Gerlingen, Leonberg (Landkreis Böblingen) Rest einer Heide, bedrängt von Bebauung und hohem Naherholungsdruck; vielfältig, mit naturnaher Ausstattung; Wechsel von Freiflächen mit Gebüschen, lichten Waldflächen und markanten Einzelbäumen. | ⊙        | 15,1          | 30. Dez. 1991 |
| Hessigheimer Felsengärten       |           | 1.249 WDPA: 318536    | Hessigheim Einzigartiger Felslebensraum mit Umgebung (bizarre Felsgebilde, Türme, tiefe Felsspalten und Schluchten, der Geröllhalden und der Felsstürze unterhalb der Felsengärten). Für den Naturraum einmaliger Standorten der Felsen, ihrer Köpfe und Spalten mit ihrer hoch spezialisierten Fauna und Flora. Blütenreicher Halbtrockenrasen mit wärmeliebendem, kräuterreichem Saum. Laubholzreiches Linden-Ahorn-Mischwäldchen im Zentrum der Schlucht. Reliktstandort für das Kalk-Blaugras, das hier ein isoliertes Vorkommen hat. | ⊙        | 4,8           | 23. Apr. 2002 |
| Oberes Tal                      |           | 1.252 WDPA: 318893    | Ingersheim (Neckar) Bedeutsame Sukzessionsfläche auf verfülltem Kiesabbaugelände. Ungesteuerter Ablauf und die Entwicklung von natürlichen, dynamischen Prozessen im nahezu ungestört entstandene Mosaik aus Röhrichten, Hochstauden und Seggenrieden und die Nass- und Feuchtwiesen im Überschwemmungsbereich der Neckaraue als Rastplatz und Winterquartier seltener Vogelarten. Schutzzweck ist auch die Erhaltung der Auwälder mit Erle, Esche, Weide sowie feuchte Hochstaudenfluren. | ⊙        | 17,8          | 23. Sep. 2002 |
| Unterer Berg                    |           | 1.253 WDPA: 319240    | Sachsenheim Rest der ehemals weit verbreiteten terrassierten Weinbaulandschaft mit Trockenmauern, Weinbergstaffeln und Hangterrassen. Räumliche Verflechtung unterschiedlicher Biotoptypen auf wechselnden Bodenverhältnissen mit besonderen mikroklimatischen Verhältnissen entlang der Trockenmauern und Weinbergstaffeln. Auf der Kuppe und entlang der Hangkante Hainsimsen-Buchen-Wald bzw. Waldlabkraut-Eichen-Hainbuchen-Wald. Schutzzweck ist auch die Erhaltung des in dem Gebiet vorkommenden Lebensraumtyps »Kalk-Magerrasen« (prioritär) sowie der Bechsteinfledermaus (Myotis bechsteini) und des Großen Feuerfalters (Lycaena dispar). | ⊙        | 14,7          | 21. Okt. 2002 |
| Großglattbacher Riedberg        | BW        | 1.263 WDPA: 81776     | Vaihingen an der Enz Vegetationsmosaik von Trockenrasen und Feuchtbiotopen als Lebensraum seltener und bedrohter Tier- und Pflanzenarten. | ⊙        | 0,8           | 12. Dez. 1979 |
| Leudelsbachtal                  |           | 1.277 WDPA: 555546329 | Markgröningen, Bietigheim-Bissingen Trockenrasen und Standort seltener Pflanzen | ⊙        | 117,8         | 28. Jan. 2011 |
| Legende für Naturschutzgebiet   |           |                       | |          |               |               |